# Prémio Nacional de Cultura e Artes
O Prémio Nacional de Cultura e Artes foi instituído em 2000, com o propósito de galardoar criadores nas disciplinas de literatura, cinema e áudio visuais, artes plásticas, artes de espectáculos e investigação em ciência humanas e sociais. O prémio distingue também contribuições no campo do jornalismo cultural e festividades culturais populares. Nesta última categoria, em 2017 o prémio foi atribuído às Festas da Nossa Senhora do Monte, que já existem há mais de 100 anos, por terem entretanto incorporado "importantes elementos da cultura local".
Em 2008 o Ministério da Cultura lançou um programa de divulgação do prémio para inverter a tendência de divulgação tardia, nas últimas semanas antes da cerimónia de entrega, o que tornava a publicidade pouco eficaz para os eventuais interessados. Depois de décadas durante as quais as artes receberam pouca atenção oficial, o concurso vem ao longo dos anos atribuindo prémios póstumnos. O político e poeta Viriato Clemente da Cruz foi desta forma reconhecido na categoria Literatura em 2018, 46 anos após a sua morte.